# Intel 440BX

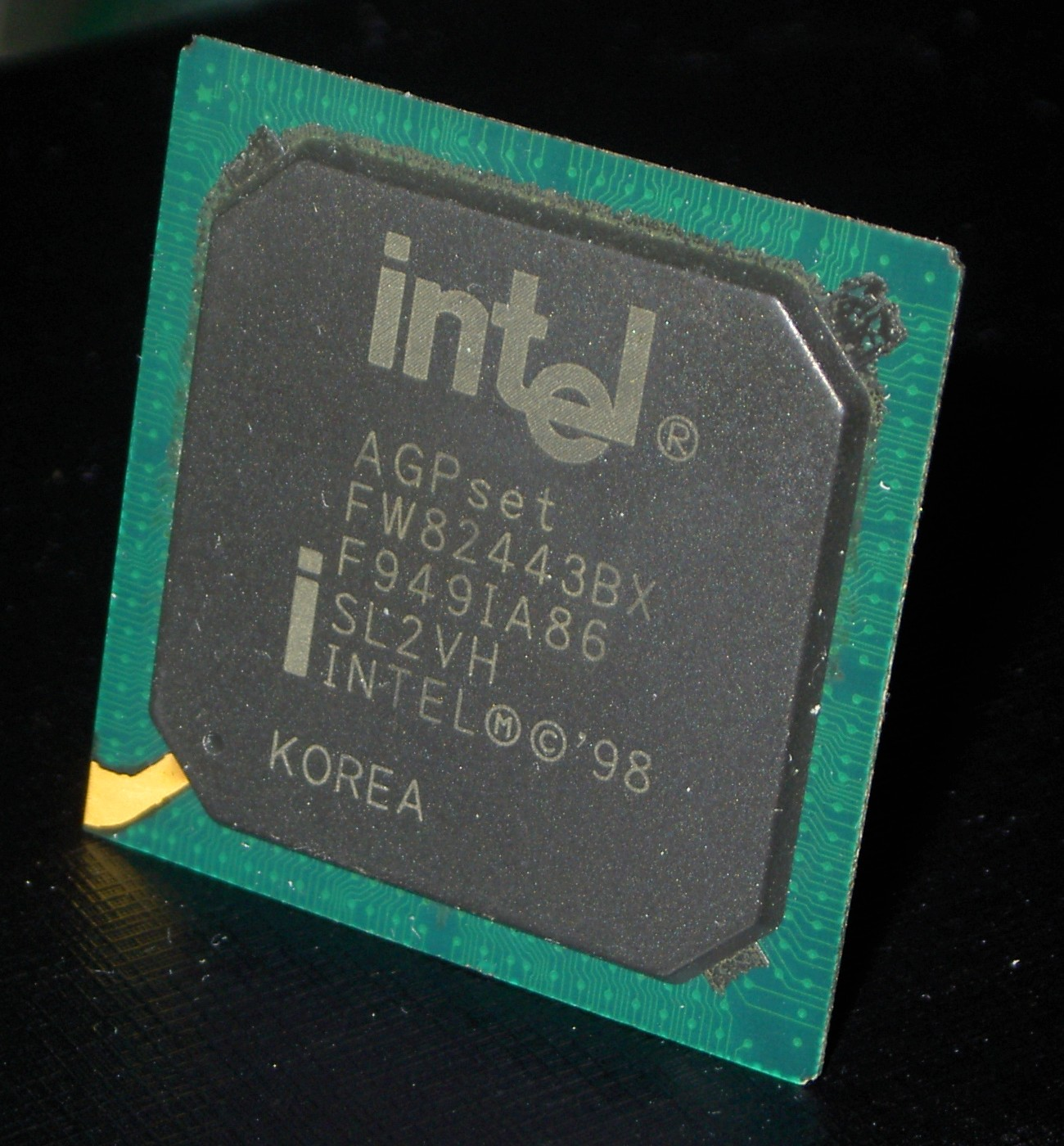
Intel 440BX（画像はノースブリッジの82443BX）

Intel 440BXはPentium II、Pentium III、Celeronに対応したインテルのチップセットであり、単に440BXと呼ばれることも多かった。正式名称はIntel 440BX AGP set。1998年4月にリリースされた。

## 概要
440BXは、440FXと440LXの後にインテルがリリースした、Pentium II向けの3番目のチップセットである。Pentium IIで採用された100 MHzのフロントサイドバスを新規でサポートすることにより、より高い性能を実現した。
440BXは当初Slot 1を搭載したマザーボードがほとんどであったが、Socket 370に対応したCoppermineのPentium IIIが発売されたあたりからSocket 370を搭載したマザーボードも増えてきた。Slot 1搭載マザーボードでも、ゲタを使用する事でSocket 370にも対応できた。FSB 100 MHz×11倍＝最大1.1 GHzのCPUに対応した。
440BXは440EXと440ZXと440ZX-66を派生に持つ。いずれも440BXの廉価版である。詳しい事はラインナップと仕様を参照。

## ノースブリッジ

### 共通仕様
- AGP 2x
- PCI
- AGTL+ FSB

AGTL+未サポートのTualatinコアのCPUを使用するには、別途社外アダプタが必要となる。

### ラインナップと各仕様
| 製品名                  | サポートソケット      | サポートCPU                                                                            | 対応FSB            | 対応メモリ       | メモリスロット数（最大） | 最大メモリ容量 |
| ----------------------- | --------------------- | -------------------------------------------------------------------------------------- | ------------------ | ---------------- | ------------------------ | -------------- |
| 82443BX （440BX）       | - Slot 1 - Socket 370 | - Pentium II - Pentium III（Katmai/Coppermine） - Celeron（Mendocino/Coppermine-128K） | - 66 MHz - 100 MHz | PC66/PC100 SDRAM | 4                        | 1 GB           |
| 82443EX （440EX）       | - Slot 1 - Socket 370 | - Pentium II - Celeron（Mendocino/Coppermine-128K）                                    | - 66 MHz           | PC66 SDRAM       | 2                        | 256 MB         |
| 82443ZX （440ZX）       | - Slot 1 - Socket 370 | - Pentium II - Pentium III（Katmai/Coppermine） - Celeron（Mendocino/Coppermine-128K） | - 66 MHz - 100 MHz | PC66/PC100 SDRAM | 2                        | 512 MB         |
| 82443ZX-66 （440ZX-66） | - Socket 370          | - Celeron（Mendocino/Coppermine-128K）                                                 | - 66 MHz           | PC66 SDRAM       | 2                        | 512 MB         |

## サウスブリッジ

### 共通仕様
- USB1.1×2
- Ultra ATA/33

### ラインナップ
- 82371AB（PIIX4）
- 82371EB（PIIX4E）

## PCI接続での他機能追加
チップセットではサポートされないUltra ATA/66やUltra ATA/100、RAIDやSCSIやサウンドやIEEE1394やEthernetなどをオンボードで搭載するマザーボードもリリースされていくようになった。

## 後継製品
- Intel 810チップセット
  - AGPがサポートされなかった。
- Intel 815チップセット
  - メモリが512MBしかサポートされなかった。
- Intel 820チップセット
  - RDRAMが高価格で一向に普及しなかった上、MTHの不具合でリコールされた[9]。

これら後継製品はそれぞれの背景で440BXが担ってきた需要を十分満たせず、特に安定性を重視する法人向けマザーボードなどにおいて当チップセットの長い製品寿命につながった。